# Hermann Schiller

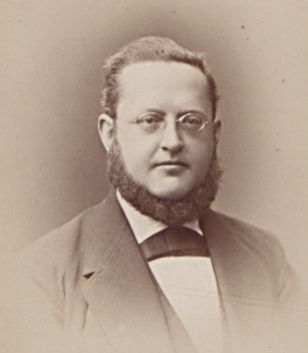
Visitbild von Herrmann Schiller

Hermann Schiller (auch Herman; * 7. November 1839 in Wertheim; † 11. Juni 1902 in Leipzig) war ein deutscher Pädagoge, Gymnasialdirektor und seit 1877 Professor an der Universität Gießen.

## Leben
Als Schulleiter des Großherzoglichen Gymnasiums Gießen seit 1876 stieg Schiller zum Geheimen Oberschulrat und Mitglied des Grossherzogl. Hessischen Ministeriums des Inneren auf. Er galt als einer der bedeutendsten
Schulpädagogen Deutschlands und schrieb u. a. Beiträge zum altsprachlichen Unterricht, zur deutschen Aufsatzdidaktik und zur Schulhygiene, vielfach in der Zeitschrift für das Gymnasialwesen. Auch gehörte er zu den Pionieren der Seminardidaktik für junge Lehrer.
Vom 11. bis 13. Juli 1899 veröffentlichte Schiller in der Frankfurter Zeitung drei Artikel, in denen er das höhere Schulwesen im Großherzogtum Hessen einer scharfen Kritik unterzog. Darauf wurde er auf Veranlassung des Staatsministers Carl Rothe von Großherzog Ernst Ludwig vom Dienst suspendiert und sofort als Direktor des Gießener Gymnasiums und Ordinarius der Ludwigsuniversität Gießen zwangspensioniert. Als Privatgelehrter schrieb er noch eine vierbändige Weltgeschichte als Schulbuch und lehrte als Privatdozent an der Universität Leipzig.

## Aus einem Nachruf
„Wenn ich an die Schulzeit herrliche Erinnerungen bewahrt habe, so verdank’ ich sie keinem mehr als Herman Schiller, der in der kleinen Universitätsstadt Gießen alle die Jahre hindurch mein Direktor gewesen. […] Er kannte keine Unterschiede des Standes und der Konfession. In einer Zeit des wild tobenden Klassenhasses wich er nicht um Haaresbreite von seinen freisinnigen, fortschrittlichen Überzeugungen. Alles Muckertum war ihm in tiefster Seele zuwider; ja, er machte aus seiner antikirchlichen Gesinnung kein Hehl. Schaudernd erzählte man sich von ihm, daß er während des Gebets zum Fenster hinausgeblickt, daß er die Frankfurter Zeitung ins Konferenzzimmer mitnahm. Auch wird ihm niemand nachsagen wollen und können, daß er den jetzt so beliebten Hurrahpatriotismus in seiner Schule großzog. Ich habe ihn nie, weder an Kaisers noch an Großherzogs Geburtstag, eine Festrede halten hören. Ein Haydn’sches Quartett entsprach bei solchem Anlaß seinen Neigungen mehr als schlechte vaterländische Gedichte. […] Sein Unterricht in der Geschichte und in der deutschen Literatur ist schlechterdings unvergeßlich. In einer Stunde konnte man bei ihm mehr lernen als bei manchem Professor in Jahr und Tag. Unerschöpflich war er in Anregungen, in der Gabe, ein Thema von den verschiedensten Seiten zu beleuchten.“

## Schriften (Auswahl)
- Geschichte der Römischen Kaiserzeit. 2 Bände in 3 Teilen. Perthes, Gotha 1883/1887.
- Handbuch der praktischen Pädagogik. Fues, Leipzig 1886.
- Lehrbuch der Geschichte der Pädagogik: Für Studierende und junge Lehrer höherer Lehranstalten. Fues, Leipzig 1887 (Digitalisat).
- Weltgeschichte von den ältesten Zeiten bis zum Anfang des 20. Jahrhunderts: Ein Handbuch. 4 Bände. Spemann, Berlin/Stuttgart 1900–1901.